# Frontière entre Maurice et les Seychelles
La frontière entre Maurice et les Seychelles est une frontière maritime, délimitant les zones économiques exclusives de ces deux pays. Elle est déterminée par traité et s'étend à l'est de La Réunion et à l'ouest de l'île Maurice.
La ligne de délimitation composée de 33 points entre la zone économique exclusive de la république de Maurice (à partir de l’île d’Agaléga) et la zone économique exclusive de la république des Seychelles (à partir des îles de Coëtivy, Saint-Francois, Providence et Farquhar, respectivement) est fondée sur l’équidistance, qui est considérée dans ce cas particulier comme une solution équitable conformément au droit international. Cette ligne a été déterminée en utilisant la ligne de base servant à mesurer la largeur de la mer territoriale de chaque État.
En mars 2011, la Commission des limites du plateau continental a adopté des recommandations confirmant des deux pays sur une zone étendue de 396 000 km2 de plateau continental sur le plateau des Mascareignes.
L'approbation par la CLPC de la soumission conjointe des deux États leur a donné accès à une zone supplémentaire où des ressources telles que réserves pétrolières et gazières, gisements minéraux et organismes marins vivants peuvent être explorées et exploitées.
En mai 2016, la Commission mixte Maurice / Seychelles du plateau continental a organisé un concours ouverts aux citoyens de Maurice et des Seychelles, âgés de 15 à 25 ans pour dessiner le logo pour la zone de gestion conjointe avec à la clé une récompense de 2 000 $.